# IC 2684
IC 2684 ist eine elliptische Zwerggalaxie vom Hubble-Typ dE? im Sternbild Löwe auf der Ekliptik. Sie ist rund 23 Millionen Lichtjahre von der Milchstraße entfernt.
Entdeckt wurde das Objekt am 27. März 1906 von Max Wolf.